# 에스페란사 델 코라손
《에스페란사 델 코라손》(스페인어: Esperanza del corazón)은 2011년 방영된 멕시코의 텔레노벨라이다.